# 愛三路
愛三路是台灣基隆市市中心的主要道路之一，位於仁愛區，該路不分段。仁一路至仁二路為雙向四線道，南向為一線道，北向為三線道；仁二路至仁五路為北向單行道共四線道，路寬16.3公尺。本路段為台2線及台5線匯流處，且為單行道，除了經由中山高之外，由台5線北上及部分台2線東行往基隆市區之車輛，皆須經過本路，因此愛三路在基隆扮演一重要角色。愛三路北經富狗橋接義一路；南由仁五路、南榮路與精一路匯入。

## 概況
愛三路為基隆市區重要之道路，全線商家林立，基隆廟口商圈入口、愛四路夜市、仁愛市場入口也在附近，而基隆之地王即在廟口入口對面的大四美百貨。本路段無任何便利商店設置。

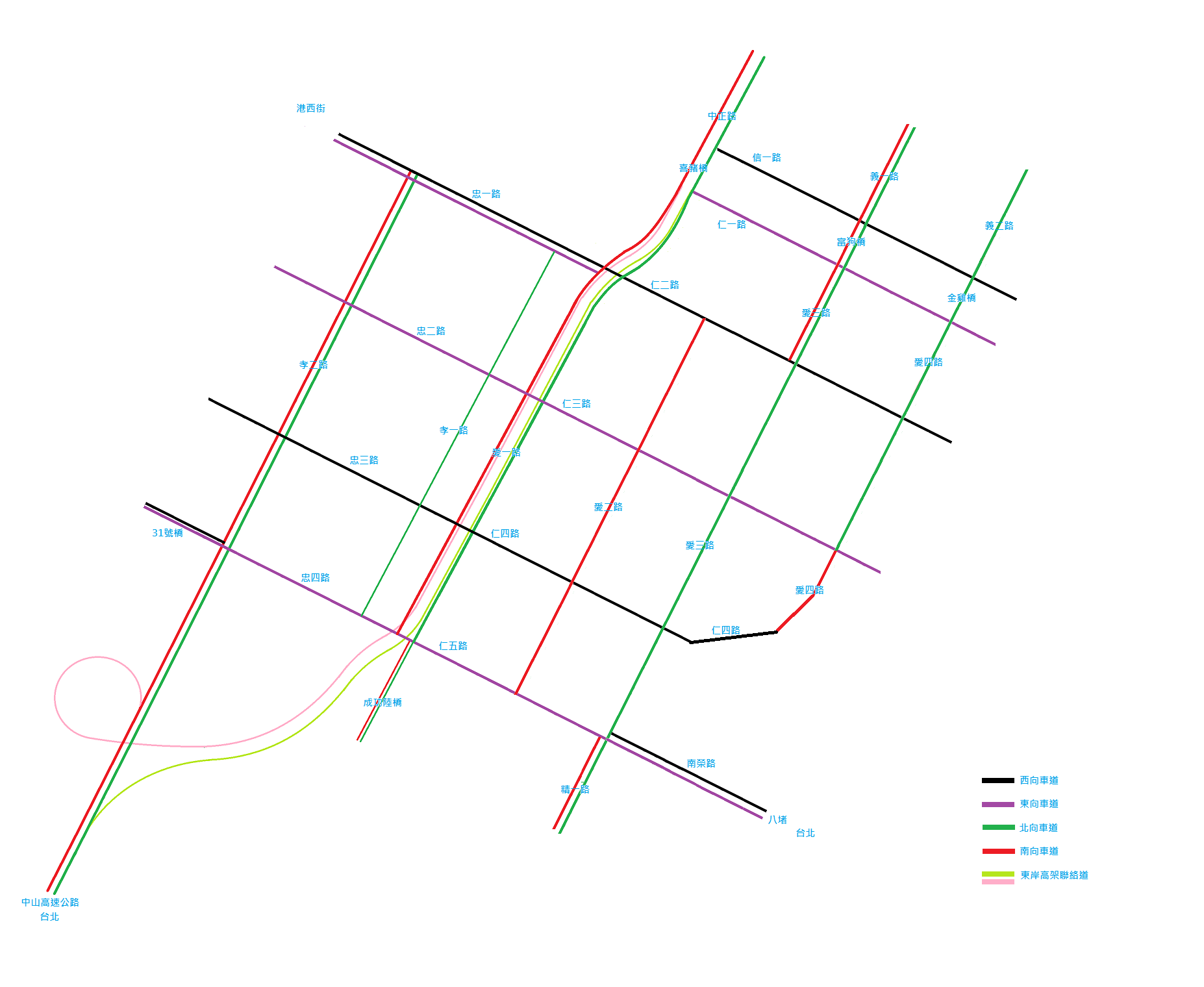
愛三路及周邊道路示意圖

基隆市公車、基隆客運皆須經由愛三路進入市區，也讓車流變得更大。本路段南段雖然有四線道，但許多民眾為了方便經常在此路邊停車佔用部分車道，間接讓交通打結。
由於連接之道路車流量皆很大，本路所有路口皆設有紅綠燈。
- 主要車流分析
  - 北上
    - 往基隆車站
      - 由台2線31號橋進入往基隆車站之車輛(出口無法左轉孝二路、孝一路無法進入車站，愛一路僅能直行中正路)
      - 由台5線北上往車站之車輛
      - 由成功陸橋往基隆市區之車輛(出口無法直行愛一路僅能右轉仁五路)
      - 精一路之較少車輛

    - 往其他地區車輛
      - 由台5線北上往中正區、信義區，部分仁愛區之車輛

  - 南下(仁一路至仁二路間)
    - 經台2線義一路西行車輛
    - 來自東岸高架道路經仁一路往市區之車輛

## 沿線設施
(由南至北)
- 仁五路/南榮路/精一路
  - 基隆一信愛三路分社
  - 台灣企銀基隆分行
  - 廟口公有博愛停車場(入口)
  - 台灣大哥大基隆愛三路特約服務中心
  - 仁愛市場入口
  - 愛四路夜市
- 仁四路
  - 基隆二信儲蓄部大樓(廟口分社)
- 仁三路
  - 基隆廟口商圈入口
  - 吉祥大樓
  - 麥當勞基隆愛三路餐廳
- 仁二路
  - 基隆市公車仁二路候車亭(二信循環站)
  - 基隆東岸廣場
  - 中華郵政基隆郵局
- 仁一路